# Korpona (folyó)
A Korpona (horvátul: Krapina) egy folyó Horvátországban, a Horvát Zagorje területén, a Száva bal oldali mellékfolyója. 

## Leírása
A Korpona az Ivaneci-hegység déli lejtőin ered és 75 km megtétele után Zaprešić közelében ömlik a Szávába. Főbb jobb oldali mellékvizei a Selnica, a Batina, a Reka, a Velika reka, a Krapinica és a Horvatska. Bal oldali mellékvizei a Žitomirica, a Bistrica, a Pinja, a Toplica és a Bistra patakok. A folyó alsó szakasza szabályozott. A Korpona völgyében halad Zabokig a Zágráb - Macelj autópálya és a Zágráb - Rogaška Slatina vasút, a folyó teljes völgyét végigkíséri a Zágráb – Varasd vasútvonal.

## Állatvilág
A folyó gazdag halakban, a leggyakoribb halfajok a törpeharcsa, a ponty, a dévérkeszeg, a csuka, a fogassüllő, a csapósügér, a fejes domolykó és a márna.